# San Juan (rzeka w Urugwaju)
San Juan (hiszp. Río San Juan) – rzeka w Urugwaju w Ameryce Południowej.
Rzeka wypływa w okolicy Cuchilla San Salvador w departamencie Colonia skąd kieruje się na południowy zachód. Przecina cały departament, przepływając Paso Antolin i Los Cerros de San Juan. Uchodzi do estuarium La Platy w Parque Anchorena.